# Férez (kommunhuvudort)
Férez är en kommunhuvudort i Spanien.   Den ligger i provinsen Provincia de Albacete och regionen Kastilien-La Mancha, i den sydöstra delen av landet, 270 km sydost om huvudstaden Madrid. Férez ligger 677 meter över havet och antalet invånare är 804.
Terrängen runt Férez är kuperad. Runt Férez är det glesbefolkat, med 9 invånare per kvadratkilometer. Närmaste större samhälle är Elche de la Sierra, 12,0 km norr om Férez. Omgivningarna runt Férez är i huvudsak ett öppet busklandskap.